# غوردون توماس (سياسي)
غوردون توماس (بالإنجليزية: Gordon Thomas)‏ هو سياسي أمريكي، ولد في 4 ديسمبر 1914 في Orpington ‏ في المملكة المتحدة، وتوفي في 15 أكتوبر 1997. نشط حزبياً في الحزب الديمقراطي.